# Перемагати українською
«Перемагати українською. Про мову ненависті й любові» — третя книжка із серії «Мова — твердая криця» української філологині та головної редакторки видавництва «Віхола» Ольги Дубчак. Опублікована 19 вересня 2022 року видавництвом «Віхола» у Києві. Книжка також потрапила до списку номінантів на премію імені Юрія Шевельова за найкращу українську книжку есеїстики.

## Історія написання
Спочатку книжка мала бути про український правопис та завершити трилогію «Мова — твердая криця». Проте після початку відкритого воєнного нападу Росії на Україну 24 лютого 2022 року на одній з нарад видавництва «Віхола» Ольга з колегами вирішили писати про щось більш актуальне, наприклад, про мову війни. Ідея про мову ненависті й любові прийшла влітку 2022 року. Під час написання книжки авторка перебувала у м. Черкаси. «Перемагати українською» була випущена друком видавництвом «Віхола» у м. Києві. Офлайн презентація книжки відбулася 9 жовтня 2022 року.

## Тематика й проблематика
У першій частині книжки «Перемагати українською» Ольга Дубчак розкриває тему «мови ненависті», детально аналізує, як на мовному рівні українці ідентифікують ворога та як це все допомагає перемозі. Оскільки мова ворожнечі не толерується у світі, авторка прописала, чому узаконити мову ворожнечі для українців під час війни було би правильно. Друга частина — про мову любові. Авторка доводить, що перемога здобувається не однією ненавистю, й мова любові є як ніколи на часі.

## З анотації видавництва[4]
|  | Мова ненависті — річ погана, але під час війни — цілком добра й навіть необхідна. Як ми називаємо ворога? За якими мовленнєвими особливостями легко його розпізнаємо? Чи вміємо ми воювати словом? Чи достатньою є наша русофобія? Авторка книжки «Перемагати українською» намагається розібратися з усіма цими питаннями й доводить, що воювати на мовному фронті так само важливо, як і безпосередньо на полі бою. Наша мова вміє давати відсіч ворогам і бути твердою крицею, однак для українського народу вона є передусім домом буття. Українська — це мова любові, ніжності й підтримки в тяжку мить. І саме зараз вона потрібна нам як ніколи. Книжка «Перемагати українською» — це також про плекання українського слова й прагнення берегти його попри все. |